# Agata Bulwa
Agata Bulwa (Dąbrowa Tarnowska, 4 de septiembre de 1975) es una deportista polaca que compitió en tiro con arco, en la modalidad de arco recurvo.
Ganó dos medallas en el Campeonato Mundial de Tiro con Arco en Sala, en los años 1999 y 2001, y una medalla de oro en el Campeonato Europeo de Tiro con Arco en Sala de 2000.

## Palmarés internacional
| Campeonato Mundial en Sala | Campeonato Mundial en Sala | Campeonato Mundial en Sala | Campeonato Mundial en Sala |
| Año                        | Lugar                      | Medalla                    | Prueba                     |
| -------------------------- | -------------------------- | -------------------------- | -------------------------- |
| 1999                       | La Habana (Cuba)           | Medalla de bronce          | Individual                 |
| 2001                       | Florencia (Italia)         | Medalla de plata           | Individual                 |
| Campeonato Europeo en Sala |                            |                            |                            |
| Año                        | Lugar                      | Medalla                    | Prueba                     |
| 2000                       | Spała (Polonia)            | Medalla de oro             | Equipo                     |